# José Navarro-Reverter Gomis
José Navarro-Reverter y Gomis (Madrid, 30 de noviembre de 1888-Madrid, 25 de septiembre de 1969) fue un abogado y empresario español. Subgobernador del Banco Hipotecario de España desde 1934, ocupó la presidencia de la CTNE desde 1945.

## Biografía
Quinto hijo del político y varias veces ministro Juan Navarro Reverter y de su esposa, Teresa Gomis y Ferrer, entre sus hermanos figura Juan Navarro-Reverter Gomis.
Tras estudiar Derecho accedió a la administración pública, en la que fue jefe de administración de tercera clase. Pasó por la Inspección General de Hacienda y por la Dirección General de Contribuciones. Desde 1927 es jefe de administración de primera clase del Cuerpo de Profesores Mercantiles en la Dirección General de Rentas Públicas, para pasar dos años después a jefe superior de administración. 
Hacia 1932 ocupó la presidencia del Consejo do Administración de la Compañía de Ferrocarriles de M. Z. A. e intervino en la celebración de varios tratados comerciales con distintas potencias extranjeras. Representó a España en el Comité Fiscal de la Sociedad de Naciones en los problemas de doble imposición. 
En 1934 fue nombrado subgobernador del Banco Hipotecario de España, entidad presidida por Luis María Lorente y Armesto. Unos meses antes había fallecido su hermano mayor, Juan Navarro-Reverter. En 1935 pasa a ser subgobernador-gerente del BHE. 
Con el estallido de la Guerra civil española es separado del Cuerpo de Profesores Mercantiles. Se sabe que se incorporó a la zona sublevada en abril de 1937, cuando ocupó el cargo de Vocal de la Junta Técnica del Estado en la Comisión de Hacienda. Más tarde, en febrero de 1938, fue nombrado subsecretario del Ministerio de Hacienda por el bando sublevado. 
A finales de mayo de 1939 cesa en el cargo para regresar al BHE como subgobernador, bajo la presidencia del comisario de la Banca oficial Antonio Goicoechea. 
Telefónica
En 1945 es nombrado miembro del Consejo de la nueva CTNE, hasta ese momento propiedad de la estadounidense International Telephone and Telegraph Corporation, y ocupó la presidencia de la compañía, cargo en el que permaneció veinte años, hasta el 31 de octubre de 1964, que dio paso a Antonio Barrera de Irimo. 